# De trommelslager
De trommelslager of De tamboer is een sprookje dat werd verzameld door de gebroeders Grimm voor Kinder- und Hausmärchen en kreeg het volgnummer KHM193. De oorspronkelijke naam is Der Trommler.

## Het verhaal
Een jonge trommelslager gaat het veld in en ziet drie lapjes wit linnen bij de oever van een meer. Hij stopt een lapje in zijn zak en hoort iemand zijn naam roepen als hij bijna slaapt. Hij ziet een gedaante voor hem zweven en die wil het hemdje terug. De trommelslager wil weten wie het is en de zwevende gedaante antwoordt de dochter van een machtige koning te zijn. Ze is betoverd door een heks en zit gevangen in een glazen berg. Ze moet elke dag baden in het meer, maar zonder hemdje kan ze niet wegvliegen. De trommelslager geeft het hemdje terug en wil haar helpen. Hij is nergens bang voor en gaat op zoek naar de glazen berg en het elfje vertelt nog dat hij door het bos van de menseneters moet. Hij ziet geen reus en begint te trommelen, waarna een reus wakker wordt. Hij is zo groot als een spar en de trommelslager zegt dat hij de weg aan duizenden wijst door zijn wijsje. De reus belooft de trommelslager en zijn volgelingen met rust te laten en de trommelslager mag een wens doen als zij hem ook met rust zullen laten.
De trommelslager laat zich door de reus naar de glazen berg brengen en ze komen een andere reus tegen. Die neemt de trommelslager over en stopt hem in zijn knoopsgat. Een derde reus zet de trommelslager op de rand van zijn hoed en ze komen bij de voet van de glazen berg, maar dan laat de reus hem alleen. De berg is zo glad als een spiegel en hij kan niet omhoog klimmen. Hij ziet twee mannen ruzie maken om een zadel en hij hoort dat het zadel degene die er op zit overal heen brengen zal. De trommelslager steekt een witte stok in de grond en zegt dat degene die het eerst het doel heeft bereikt, de eigenaar van het zadel zal zijn. De trommelslager springt snel op het zadel en wenst zich naar de glazen berg. In een oogwenk is hij boven op de berg en ziet een oud stenen huis met een visvijver en een donker bos. Hij klopt aan en een oude vrouw met bruin gezicht en rode ogen doet open. Hij moet drie opdrachten vervullen en krijgt daarvoor eten, drinken en een bed. De oude vrouw geeft hem een vingerhoed van haar knokige vinger en hij moet de vijver leegscheppen voor het donker is. Alle vissen moeten naar soort en grootte worden uitgezocht en de tamboer begint, maar het werk gaat niet snel. Er komt 's middags een meisje uit het huis en ze zet een mandje eten neer.
Het meisje laat hem zijn hoofd in haar schoot leggen en hij valt in slaap. Ze draait aan haar wensring en laat het water omhoog gaan als een witte nevel. De vissen springen op de oever en gaan naast elkaar liggen en als de trommelslager wakker wordt, ligt er nog één vis alleen. Deze vis moet de trommelslager in het gezicht van de oude heks gooien en ze doet alsof ze het niet merkt. De volgende dag moet hij het hele bos omhakken en het hout in blokken splijten en in vadems opstapelen. Hij krijgt een bijl, een hamer en twee wiggen en 's middags komt het meisje weer. Als hij wakker wordt is het werk gedaan, maar er ligt nog een tak waarmee hij de oude vrouw moet slaan. De volgende dag moet het hout verbrand worden en hij maakt een stapel, maar het werk schiet niet op. Het meisje komt opnieuw en het werk is gedaan en vertelt dat de heks een nieuwe opdracht zal geven. Hij mag niet bang zijn, want dan zal hij door het vuur gegrepen worden. Hij moet haar vastgrijpen en in het vuur gooien en de oude vrouw komt en wil dat hij een onbrandbaar blok hout uit het vuur haalt. De trommelslager pakt het hout en de vlammen raken hem niet, het hout verandert in een mooi meisje en ze heeft goudkleurige kleren aan van zijde. Hij gooit de heks in het vuur en de koningsdochter reikt haar verlosser de hand, ze zullen gaan trouwen. Ze nemen de edelstenen van de heks mee, maar laten het goud en zilver liggen.
Ze gaan door middel van de wensring naar de stadspoort en de trommelslager wil naar zijn ouders gaan. Hij mag hen niet op de rechterwang kussen, want dan zal hij de koningsdochter vergeten. De drie dagen op de glazen berg blijken drie jaren te zijn en zijn ouders zijn blij hem terug te zien. Hij kust hen op de rechterwang en maakt zijn zakken leeg en legt de edelstenen op tafel. Zijn vader bouwt een kasteel met tuinen, bossen en weiden en er wordt een meisje voor de trommelslager uitgezocht. De bruiloft zal over drie dagen zijn. De koningsdochter wenst zich naar een eenzaam boshuisje en wil niet naar het hof van haar vader. Ze gaat elke avond langs het huis van de jongeman, maar hij herkent haar niet meer.
Ze wenst een gewaad zo glanzend als zonnestralen en ze gaat naar de bruiloft, de bruid vindt haar gewaad erg mooi en wil het kopen. In ruil wil de vrouw voor de deur zitten waar de bruidegom slaapt en de bruidegom krijgt stiekem een slaapdrank van zijn bruid. Hij hoort niet hoe de koningsdochter hem roept en de volgende avond wenst de vrouw een gewaad zo teer als de maneschijn. Ze ruilt dit met de bruid en mag opnieuw voor de slaapkamerdeur zitten, maar de trommelslager is verdoofd en hoort niks. De bedienden hebben het onbekende meisje wel gehoord en ze vertellen over de slaapdrank. De derde avond komt het meisje in een gewaad zo flonkerend als de sterren op het feest en de bruid ruilt het opnieuw. De bruidegom drinkt niet van de wijn en herkent zijn ware bruid en herinnert de kus op de rechterwang. Hij brengt de ware bruid naar het bed van zijn ouders en de lampen worden aangestoken. De ware bruiloft wordt gevierd en de eerste bruid houdt de mooie gewaden, waar ze tevreden mee is.

## Achtergronden
- Het sprookje komt uit Eichensfeld, via de germanist Karl Gödeke.
- Het sprookje heeft overeenkomsten met De Indische waterlelies, waar elfjes vanuit de sterren naar de aarde komen en dansen op het water, ze veranderen in waterlelies door een heks.
- Een Oger is ook een reus en een menseneter, hij heeft veel overeenkomsten met de Oni.
- De strijd van reuzen om een magisch voorwerp komt ook voor in De koning van de gouden berg (KHM92), De raaf (KHM93) en De kristallen bol (KHM197).
- Drie bruiloftsfeesten komen ook voor in Assepoester (KHM21).
- De drie gewaden komen ook voor in Bontepels (KHM65), De zingende springende leeuwerik (KHM88) en De ijzeren kachel (KHM127).
- Het kleed wat aan de oever wordt gevonden is van de zwanenjonkvrouw.
- De glazen berg staat symbool voor het einde van de wereld, zie ook De zeven raven (KHM25) en De ijzeren kachel (KHM127). Volgens sommigen is het een beeld van het hiernamaals en de onderwereld.
- Het vergeten van de ware bruid komt ook voor in (KHM56), De zingende springende leeuwerik (KHM88), De koning van de gouden berg (KHM99), De twee koningskinderen (KHM113) en De ware bruid (KHM186).
- Het kussen van de ouders staat voor het teruggaan naar het verleden en het vergeten van het heden. In sprookjes is het een kwaad. Zie ook De gouden vogel (KHM57), De twee koningskinderen (KHM113) en De ijzeren kachel (KHM127).
- De onmogelijke opdrachten komen in meer sprookjes voor, soms wordt door dienaren geholpen de opdrachten uit te voeren zoals in De zes dienaren (KHM134).
- De koning van Zevenbergen heeft erg veel overeenkomsten. Ook hier kan het jongste dochtertje niet weg zonder jurkje, ze helpt bij de opdrachten en de jongen vergeet haar na een kus. De nieuwe bruid vindt het gouden jurkje erg mooi en als ruil mag de vrouw voor de deur van de bruidegom verblijven. Pas de derde nacht wordt ze als ware bruid herkent.
- Vergelijk Dewi Nawang Wulan.